# باسيليوس فوزي الضبع
الأنبا باسيليوس فوزي الضبع (ولد في 16 ديسبمر 1956 في المنيا، مصر) هو مطران المنيا للأقباط الكاثوليك منذ 2020.

## حياته
حصل على بكالوريوس الآداب من جامعة القاهرة عام 1978. رُسم كاهنًا بوضع يد الأنبا أنطونيوس نجيب في 28 مارس 1980 و في نفس العام عُين راعيًا لكنيسة العائلة المقدسة بالمنيا و كذلك تلقى دروسه في الفلسفة اللاهوتية بالكلية الإكليريكية بالمعادي. و في 1983 عُين راعيًا لكنيسة العائلة المقدسة بمغاغة، و بعد ذلك في 1989 عُين راعيًا لكاتدرائية يسوع الملك في المنيا.
تم انتخابه في 14 يونيو 2019 أسقفًا لسوهاج و رُسم بوضع يد البطريرك إبراهيم إسحاق سدراك و الأساقفة أنطونيوس نجيب، و كيرلس كمال وليم سمعان، و يوسف أبو الخير، و مكاريوس توفيق، و بطرس فهيم، و عمانوئيل بشاي، و توماس عدلي. و بقي أسقفًا على سوهاج إلى أن تم تعيينه أسقفًا للمنيا في 3 نوفمبر 2020 و أجلس على كرسي الأسقفية في 13 نوفمبر 2020 بكاتدرائية يسوع الملك بالمنيا.
و قد شارك الأنبا باسيليوس فوزي برسامة الأساقفة هاني نصيف و دانيال لطفي في 2019، و بشارة جودة في 2020، و توما حبيب في 2021.